# Amalia Maria Therese von Pfalz-Sulzbach

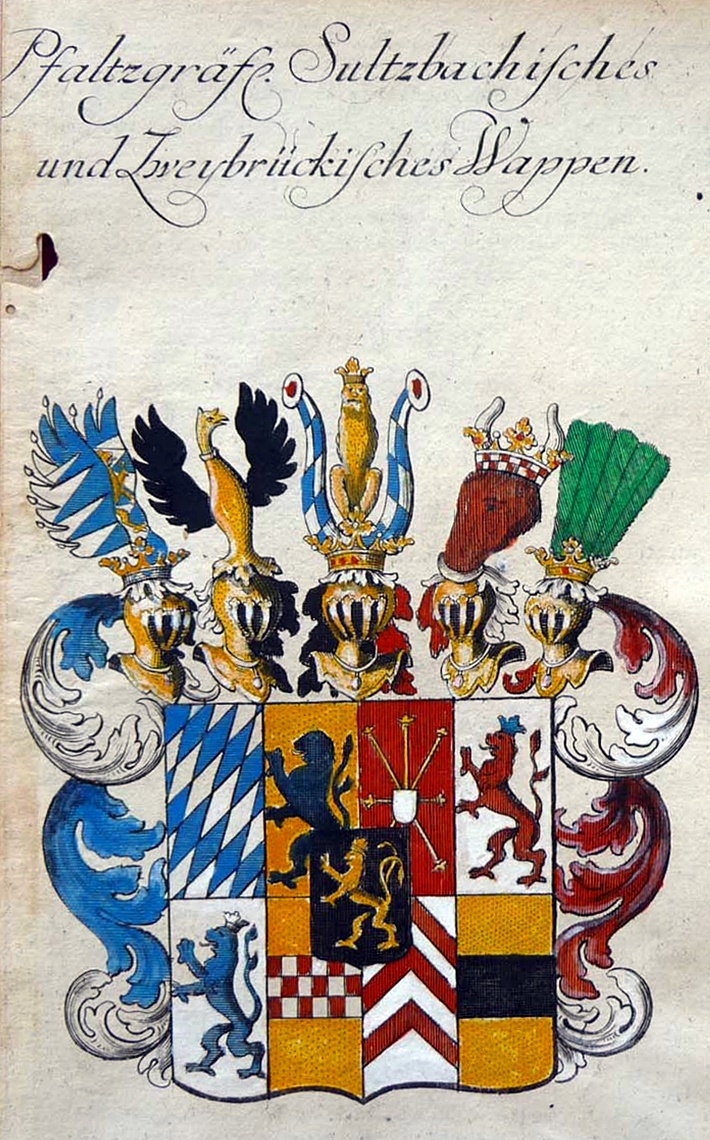
Wappen der Herzöge von Pfalz-Sulzbach

Amalia Maria Therese von Pfalz-Sulzbach, auch Amalia Sophia (* 31. Mai 1651; † 11. Dezember 1721 in Köln), war eine Wittelsbacher Prinzessin aus dem Familienzweig Pfalz-Sulzbach und wurde Unbeschuhte Karmelitin.

## Herkunft und Familie
Sie wurde geboren als zweites Kind des Herzogs Christian August von Pfalz-Sulzbach (1622–1708) und seiner Gemahlin Amalie (1615–1669), Tochter des Grafen Johann VII. von Nassau-Siegen, Witwe von Hermann von Wrangel. Beide Eltern konvertierten mit ihren Kindern 1656 zur katholischen Kirche.

## Leben und Wirken
Amalia Maria Therese von Pfalz-Sulzbach trat am 19. März 1683 in das Kölner Kloster St. Maria in der Kupfergasse ein und wurde Unbeschuhte Karmelitin. 1714 folgte ihr dorthin die Nichte Maria Anna Amalia Auguste von Pfalz-Sulzbach (1693–1762) als Ordensfrau nach. Laut einer von St. Edith Stein edierten alten Klosterchronik sei es für Amalia Maria Therese die größte Freude und der größte Trost im Leben gewesen, ihre Nichte als Mitschwester bei sich zu haben. In der gleichen Quelle heißt es auch von ihr: „Sie verachtete die Welt und wählte den heiligen Ordensstand, gab der Welt ein erbauliches Beispiel, vergaß bald nach ihrem Eintritt ihre Herkunft und ihren Namen und legte Hand an die niedrigsten häuslichen Arbeiten, zog dürftige Speise und Trank allen Leckerbissen vor, hatte Freude am Gewöhnlichsten. Todesstunde und -ursache scheint sie durch Gottes Gnade vorausgesehen zu haben. Nach Beichte und Empfang der himmlischen Wegzehrung, erwartete sie standhaft den Tod und starb fromm im Herrn, am 11. Dezember 1721, 71 Jahre alt.“ Nach ihrem Tod setzte man sie im Kloster St. Maria in der Kupfergasse bei. Laut Auskunft des derzeitigen Pfarrers Klaus-Peter Vosen wurden die Gräber der Karmelitinnen im Zweiten Weltkrieg zerstört und man bettete die aufgefundenen Knochen später in eine Sammelgrabstätte im Kreuzgang der Kirche um.
Die zum Karmel gehörende Kirche war damals dem Hl. Joseph geweiht. Wie Christian Häutle in der Genealogie des erlauchten Stammhauses Wittelsbach und Prinz Adalbert von Bayern in dem Buch Die Wittelsbacher: Geschichte unserer Familie konstatieren, trug Amalia Maria Therese wegen ihrer Armut in Köln den volkstümlichen Beinamen Die Bettlerin von St. Joseph.

## Familienumfeld
Ihr Neffe Joseph Karl von Pfalz-Sulzbach († 1729) hatte 1717 Elisabeth Auguste Sofie von der Pfalz (1693–1728) geheiratet, das einzige überlebende Kind des Pfälzer Kurfürsten Karl III. Philipp († 1742) und galt bis zu seinem frühen Tod als präsumtiver Thronerbe der Kurpfalz. In seinem Todesjahr ließ er, nach dem Vorbild im Kölner Kloster seiner Tante bzw. seiner Schwester Maria Anna Amalia Auguste, nahe Mannheim, eine Loretokapelle mit Gnadenbild der Schwarzen Madonna errichten, welche bis heute als Wallfahrtskirche Mariä Himmelfahrt in Oggersheim existiert. König Max I. Joseph von Bayern ist sein Enkel.
Johann Christian Joseph von Pfalz-Sulzbach († 1733), ein anderer Neffe, wurde der Vater des pfalz-bayerischen Kurfürsten Karl Theodor.